# Sket Dance
Sket Dance (jap. スケット・ダンス Suketto Dansu) – manga napisana i zilustrowana przez Kentę Shinoharę i wydana przez wydawnictwo Shūeisha w magazynie Shūkan Shōnen Jump. Sket Dance wygrał 55 edycję corocznej ceremonii rozdania Nagrody Shogakukan Manga w 2009 roku w kategorii najlepsza shōnen-manga. Adaptacja anime rozpoczęła wiosną 2011 roku.

## Fabuła
Manga koncentruje się na niepowodzeniach w „Campus Support Group” lub „Sket-Dan”, Kaimeia Gakuena, klub ma na celu rozwiązywanie problemów pracowników kampusu, studentów oraz ogólną poprawę życia na uczelni. Organizacja składa się z trzech członków, a ze względu na brak poważnych zadań zostaje nazywana „grupą majstrów” i jest postrzegana z powszechną pogardą.
Historia opowiedziana jest poprzez serię krótkich historyjek skupiających się na działaniach podjętych przez „Sket-Dan”, zwykle jedna opowieść ciągnie się przez jeden bądź dwa rozdziały mangi. Początkowo wszystkie problemy skupiały się na błahych sprawach, śmieszących czytelnika, jak łapanie małp na terenie szkoły bądź pomaganie niedoszłemu samurajowi w dowiedzeniu się czemu nie może wygrać turnieju kendo, wraz z rozwojem akcji również problemy stają się poważniejsze i sprawiają członkom klubu większe problemy np. odkrycie brutalnej przeszłości Onihime bądź zajęcie się panoszącą chorobą.
Postacie pojawiające się podczas rozwiązywania problemów przez klub, często występują w późniejszych scenach i wątkach takich jak rywalizacja „Sket-Dan” ze szkolną radą ucznia.

## Manga
Seria została napisana i zilustrowana przez Kentę Shinoharę oraz wydana przez wydawnictwo Shueisha w magazynie Shūkan Shōnen Jump. Pojedyncze rozdziały mangi są zbierane i publikowane jako tomy, pierwszy został wydany 2 listopada 2007 roku.
Poza Japonią, seria jest wydawana przez Tong Li Publishing na Tajwanie.

## Anime
Serial powstały w oparciu o mangę został wyreżyserowany przez Keichiro Kawaguchi w japońskim studiu Tatsunoko Production. Jego emisja rozpoczęła się w kwietniu 2011 roku, a zakończyła po 77 odcinkach we wrześniu 2012 roku. W lutym 2013 roku powstał odcinek specjalny, dołączany do mangi Sket Dance.

## Słuchowiska
Wydawnictwo Shueisha wydało pierwsze słuchowisko Sket Dance (jap. ドラマ)(ISBN 978-4-08-901169-0) dnia 30 października 2009 roku, a drugą historię Sket Dance 2 (jap. ドラマ) (ISBN 978-4-08-901171-3) w dniu 28 kwietnia 2010 roku.

## Powieści
Do tej pory ukazała się pojedyncza powieść o tematyce Sket Dance zatytułowana SKET DANCE extra dance1: Theory true? Seven wonders of school.

## Seria
Począwszy od tomu 6, Sket Dance konsekwentnie zagościł na liście najlepiej sprzedających się mangi w Japonii. Tom 6 zadebiutował na 9 miejscu. tomach 7, 9 i 10 znajdowały się na 11 miejscu, a tom 8 znalazł się na 13. Z kolej tom 11 osiągnął 12 miejsce w rankingu. W styczniu 2010 roku Sket Dance został zdobywcą 55. Nagrody Shogakukan Manga dla najlepszej mangi shōnen.
We wrześniu 2009 r. japoński wydawca Shueisha przeprosił w 42 wydaniu Weekly Shonen Jump za ukazanie głównych bohaterów, Bossun i Himeko, podczas wdychania helu podczas próby podniesienia intonacji głosu. Scena krytykowała na forach internetowych i blogach bezmyślność wydawcy, która może zaowocować niebezpieczeństwem uduszenia się w wyniku wdychania helu.